# Toby Romeo
Toby Romeo (bürgerlich: Tobias Waß; * 8. November 2000) ist ein österreichischer DJ und Musikproduzent aus Salzburg. Bekanntheit erlangte er durch seine Kollaborationen mit Felix Jaehn, für dessen Stücke er mehrere Remixe produzierte. Mit der gemeinsamen Single Where the Lights Are Low erzielte Romeo seine ersten Chartplatzierungen. Weitere Remixe erfolgten für David Guetta und Alan Walker. Als DJ spielt er regelmäßig auf großen Musikfestivals in Österreich und dem angrenzenden Ausland, wie Electric Love und Parookaville. Er steht bei Universal unter Vertrag.

## Werdegang
Waß wuchs in einer musikalischen Familie auf, so spielten sein Vater und Großvater volkstümliche Musik. Er selbst lernte als Kind Klavier und E-Gitarre spielen und gründete in der Volksschule eine Band. Nachdem ihn bei einer Veranstaltung in seiner Heimatstadt ein DJ begeistert hatte, erhielt er entsprechendes Equipment von seinen Eltern und begann aufzulegen. Im Alter von 13 Jahren gewann er unter dem Namen Toby Romeo mehrere DJ-Conteste und spielte auf dem Donauinselfest. Es folgten Auftritte auf weiteren Veranstaltungen in Österreich, darunter auf der Mainstage des Lakefestivals und 2016 erstmals beim Electric Love. Im selben Jahr veröffentlichte Trap Nation seinen inoffiziellen Remix von Lukas Grahams Nummer-1-Hit 7 Years, welcher über 80 Mio. Mal auf YouTube aufgerufen wurde.
2018 lernte Toby Romeo bei einer Show in Italien Felix Jaehn kennen, welche er für ihn eröffnete. Jaehn entwickelte sich zu seinem Mentor und es entstanden mehrere gemeinsame Projekte. So produzierte Romeo einen offiziellen Remix für dessen Kollaboration mit Alok All The Lies, welcher auf Spinnin’ veröffentlicht wurde und 8 Mio. Aufrufe auf Spotify aufweist. Es folgte 2020 ein weiterer offizieller Remix zu Sicko. Felix Jaehn führte diese Remixe beim Donauinselfest sowie Parookaville gemeinsam mit Toby Romeo auf. Bei letzterem hatte er außerdem einen Soloauftritt, ebenso jährlich beim Electric Love. Darüber hinaus produzierte er einen offiziellen Remix für Alan Walker & Ava Max – Alone Pt. II. Zwei dieser Remixe wurden von Hardwell in seiner Radioshow Hardwell on Air – Off The Record präsentiert. Bei dem Remix zu Nea – Some Say von Felix Jaehn wirkte Toby Romeo als Co-Produzent mit. Nachdem der Remix das Original an kommerziellem Erfolg überbot, wurde Toby Romeo mit einer Platin-Schallplatte ausgezeichnet. Ende 2020 erschien mit No Therapy der dritte Remix für Felix Jaehn.
2021 entstand die erste Kollaboration der beiden mit dem Titel Where the Lights Are Low. Dabei handelt es sich um ein Cover des Liedes The Riddle zusammen mit dem niederländischen Produzenten Faulhaber. Es wurde auf Universal veröffentlicht, wo Toby Romeo seitdem unter Vertrag steht. Das Lied wurde von mehreren DJs in ihren Radioshows präsentiert, darunter Yves V, VIZE sowie Felix Jaehn im Tomorrowland One World Radio. Die Fachmagazine DJ Mag und Dance-Charts bewerteten Where the Lights Are Low als „absolute[n] Gute-Laune-Song“ und „Mainstream-Hit“. Auf spotify weist der Song 100 Mio. Aufrufe auf und konnte die nationalen Charts in Deutschland und Österreich erreichen. In Polen erreichte das Lied die Nummer-1-Platzierung und wurde mit Gold ausgezeichnet. Das offizielle Musikvideo wurde Anfang März in Berlin gedreht und ein Remix des niederländischen DJs Mike Williams veröffentlicht.
Im April spielte Toby Romeo in einem Live-Stream vom Gipfel des Hauser Kaiblings, welcher nicht zuletzt wegen seiner Kulisse vor dem Dachsteinmassiv international Beachtung fand. Sein erster Auftritt nach der Corona-Pandemie fand im Zuge des Großen Preises von Österreich auf dem Red Bull Ring statt. Außerdem veröffentlichte er im Verlauf des Jahres weitere Remixe für u. a. David Guettas Charterfolg Bed, Nicky Romero, Galantis und Clean Bandit sowie die Single Reminds Me Of You, bei der der britische Singer-Songwriter Moss Kena als Sänger fungierte.

## Diskografie

### Singles
- 2015: Energy
- 2017: Whatever It Takes
- 2018: How Do You Feel
- 2021: Where the Lights Are Low (mit Felix Jaehn & Faulhaber)
- 2021: Oh Lord
- 2021: Reminds Me of You
- 2022: Hopeless Heart (mit Keanu Silva & Sacha)
- 2022: Devils Cup
- 2022: White Horses (mit Karen Harding & Noel Holler)
- 2022: Crazy Love (mit Leony; #15 der deutschen Single-Trend-Charts am 28. Oktober 2022[25])
- 2023: What It Feels Like (mit Younotus; #11 der deutschen Single-Trend-Charts am 14. Juli 2023[26], AT: Gold)

### Remixe
- 2015: JEFF?! – Light Up the Night
- 2019: Leland – Another Lover
- 2019: Felix Jaehn, Alok & The Vamps – All the Lies
- 2020: Felix Jaehn feat. Gashi & Faangs – Sicko
- 2020: Miss Li – Complicated
- 2020: Alan Walker & Ava Max – Alone Pt. II
- 2020: Felix Jaehn feat. Nea & Bryn Christopher – No Therapy
- 2020: K-391 – Aurora
- 2021: James TW – Butterflies
- 2021: Kiddo – My 100
- 2021: Joel Corry, Raye, David Guetta – BED [Warner]
- 2021: Kungs – Never Going Home
- 2021: Nicky Romero – Okay [Protocol]
- 2021: Galantis – The Best
- 2021: Clean Bandit & Topic – Drive [Warner]

### Autorenbeteiligung
- 2020: Nea – Some Say (Felix Jaehn Remix) [Co-Produzent]

## Auszeichnungen für Musikverkäufe
| Goldene Schallplatte - Polen - 2021: für die Single Where the Lights Are Low - 2024: für die Single Hopeless Heart - Österreich - 2025: für die Single What It Feels Like |

Anmerkung: Auszeichnungen in Ländern aus den Charttabellen bzw. Chartboxen sind in ebendiesen zu finden.
| Land/RegionAuszeichnungen für Musikverkäufe (Land/Region, Auszeichnungen, Verkäufe, Quellen) | Gold     | Platin | Verkäufe | Quellen           |
| -------------------------------------------------------------------------------------------- | -------- | ------ | -------- | ----------------- |
| Deutschland (BVMI)                                                                           | Gold1    | —      | 200.000  | musikindustrie.de |
| Österreich (IFPI)                                                                            | Gold1    | —      | 15.000   | ifpi.at           |
| Polen (ZPAV)                                                                                 | 2× Gold2 | —      | 50.000   | olis.pl           |
| Insgesamt                                                                                    | 4× Gold4 | —      |          |                   |

## Auszeichnungen
- Amadeus-Verleihung 2024: Auszeichnung in der Kategorie Electronic/Dance[28]